# 尼克·温特
尼克·温特（英語：Nick Winter，1894年8月25日—1955年5月6日），澳大利亚男子田径运动员，主攻三级跳远。他曾代表澳大利亚参加1924年和1928年夏季奥林匹克运动会田径比赛，获得一枚金牌。